# خمسة أيام من ميلان
خمسة أيام من ميلان كانت حدثاً رئيسياً في حرب الاستقلال الإيطالية الأولى والتي ثار فيها سكان ميلانو ضد قوات الاحتلال النمساوي.

## التاريخ
تقريباً متزامنة مع بقية الثورات التي عمت مملكة لومبارديا فينيشيا في عام 1848، ثارت ميلانو في 18 مارس من ذلك العام. كان هذا أول دليل على كيفية تأثير المبادرة الشعبية الفعالة، بوحي من الوحدويين، على تشارلز ألبرت ملك سردينيا.
كانت الحامية النمساوية في ميلانو جيدة التجهيز ويقودها جنرال من ذوي الخبرة، جوزيف راديتزكي، و الذي على الرغم من كونه تجاوز 80 سنة كان نشطاً وجامداً فهو الدليل الحقيقي عن قسوة العسكرية النمساوية. لم يكن لدى رادتزكي نية للرضوخ للانتفاضة.
مع ذلك، حارب أهل المدينة في جميع الشوارع ونصبوا الحواجز وأطلقوا النار من النوافذ والسقوف، وحثوا السكان في المناطق الريفية للانضمام اليهم. شكلوا حكومة مؤقتة في ميلانو برئاسة بودستا، غابريو كاساتي ومجلس حرب بقيادة كارلو كاتانيو. نظمت المقاومة من خلال المخابرات والقرار. عمل أطفال دور الأيتام ببسالة كحاملي رسائل إلى جميع أنحاء المدينة.
رأى راديتزكي صعوبة المقاومة في وسط المدينة حيث كانت قواته تحت الحصار، لكنه خشي التعرض للهجوم من قبل الجيش البييمونتي والقرويين من خارج المدينة لذلك فضل الانسحاب. في مساء يوم 22 مارس 1848، انسحب النمساويون نحو المربع الدفاعي (منطقة حصينة تتكون من أربع مدن هي فيرونا ومانتوفا و لنيانو وبسكييرا ديل غاردا)، آخذين معهم عدداً من الرهائن الذين اعتقلوا في بداية الانتفاضة. و في الوقت نفسه تحررت بقية الأراضي اللومباردية والفينيشية.
في ذكرى تلك الأيام، ولدت الجريدة الرسمية للحكومة المؤقتة، ايل 22 مارزو (الثاني والعشرون من مارس)، و التي بدأت في الصدور في 26 آذار / مارس في قصر مارينو تحت إشراف كارلو تينكا. كما رفع نصب تذطاري للانتفاضة من قبل النحات جوزيبي غراندي، فيما هو الآن بورتا فيتوريا.